# CITER 155 mm
El CITER 155 mm (CI por CITEFA - TER por Río Tercero) es un cañón de campaña de 155 mm diseñado por el organismo argentino CITEFA y fabricado por la Dirección General de Fabricaciones Militares (DGFM) entre 1977 y 1981 con más de cien (100) piezas entregadas, manteniéndose en alrededor de noventa (90) en servicio con el Ejército Argentino en la actualidad. El CITER fue diseñado en base al cañón SOFMA fabricado en Francia.

## Construcción
El Ejército Argentino necesitaba reemplazar al obús de calibre 155 mm M114 de la época de la Segunda Guerra Mundial. El Instituto de Investigaciones Científicas y Técnicas de las Fuerzas Armadas suplió esta necesidad creando un cañón a partir del cañón del vehículo francés AMX MK F3. El producto fue nombrado «cañón de 155 mm L33 X1415 CITEFA Modelo 77» y el Ejército Argentino lo aprobó y lo adoptó como pieza de artillería estándar.

## Historia en combate
En total, la Argentina utilizó en la guerra de las Malvinas cuatro cañones CITER 155 mm, dos del Grupo de Artillería 101 y dos del Grupo de Artillería 121. Todas fueron incorporadas por el Grupo de Artillería 3 con base en Puerto Argentino.
Cuatro piezas M-77 fueron utilizadas durante la guerra de las Malvinas, las cuales fueron aerotransportadas a bordo de aviones C-130 de la Fuerza Aérea Sur. Dos son de la Batería C del Grupo de Artillería 101, se incorporan al Grupo de Artillería 3, forman la Batería D de la unidad, al mando del teniente primero Daffunchio. Las otras dos son del Grupo de Artillería 121, para reemplazar a las otras dos cuando se averían. Fueron desplegadas en la ladera sureste de cerro Zapador, más conocido por Sapper Hill. Durante el conflicto, solo llegan a estar operativas dos piezas al mismo tiempo.
A mediados de mayo de 1982, llegaron a las islas el primer par de piezas, del GA 101. Los dos cañones integraran una Batería reducida con personal del GA 101. Fueron apodados «Gran Berta» y «Gran Chaparral».
Los británicos capturaron los cuatro cañones CITER al finalizar la guerra.
El Ejército Croata (Hrvatska kopnena vojska) es el otro usuario de esta pieza de Artillería de campaña. Empleó en combate las unidades provistas desde Argentina, durante la Guerra de Independencia a mediados de los años 1990. En la actualidad las pìezas recibidas del CITER Mod. 81 se mantienen en servicio. Reciben la designación de Haubica M1H1 en el Ejército Croata.

## Usuarios

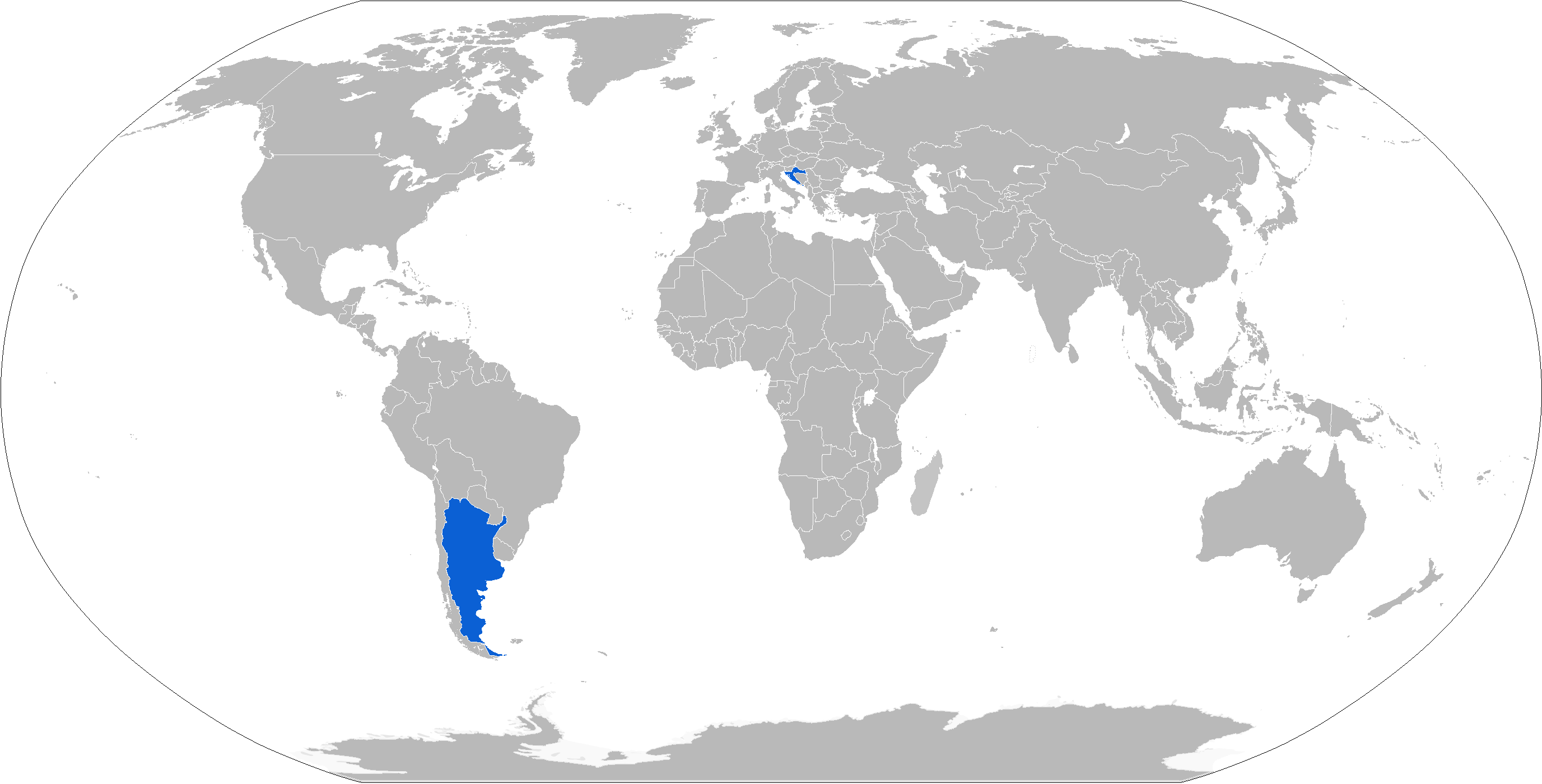
Mapa en azul de operadores del CITER

- Argentina: 108 producidos, actualmente 90 en servicio activo[7]
  - Ejército Argentino
    - RA 1
    - Ec A
    - GA 7
    - GA 10
    - GA 15
    - GA 16
- Croacia: 18
- Perú: 12[8]
- Reino Unido: cuatro (4) CITER capturados en Malvinas